# Yeshiva University

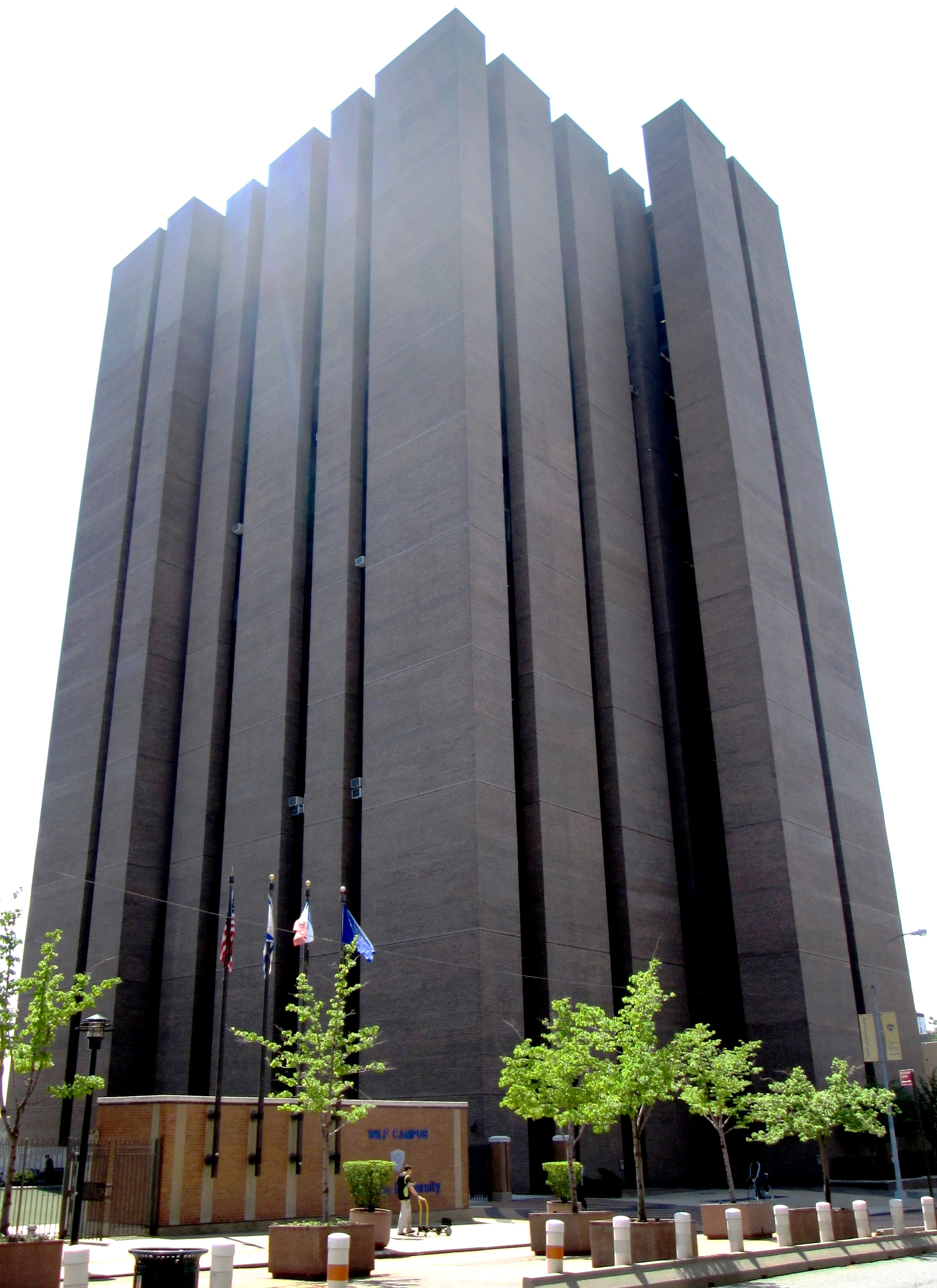
Belter Hall (2495 Amsterdam Avenue / West 184th Street)

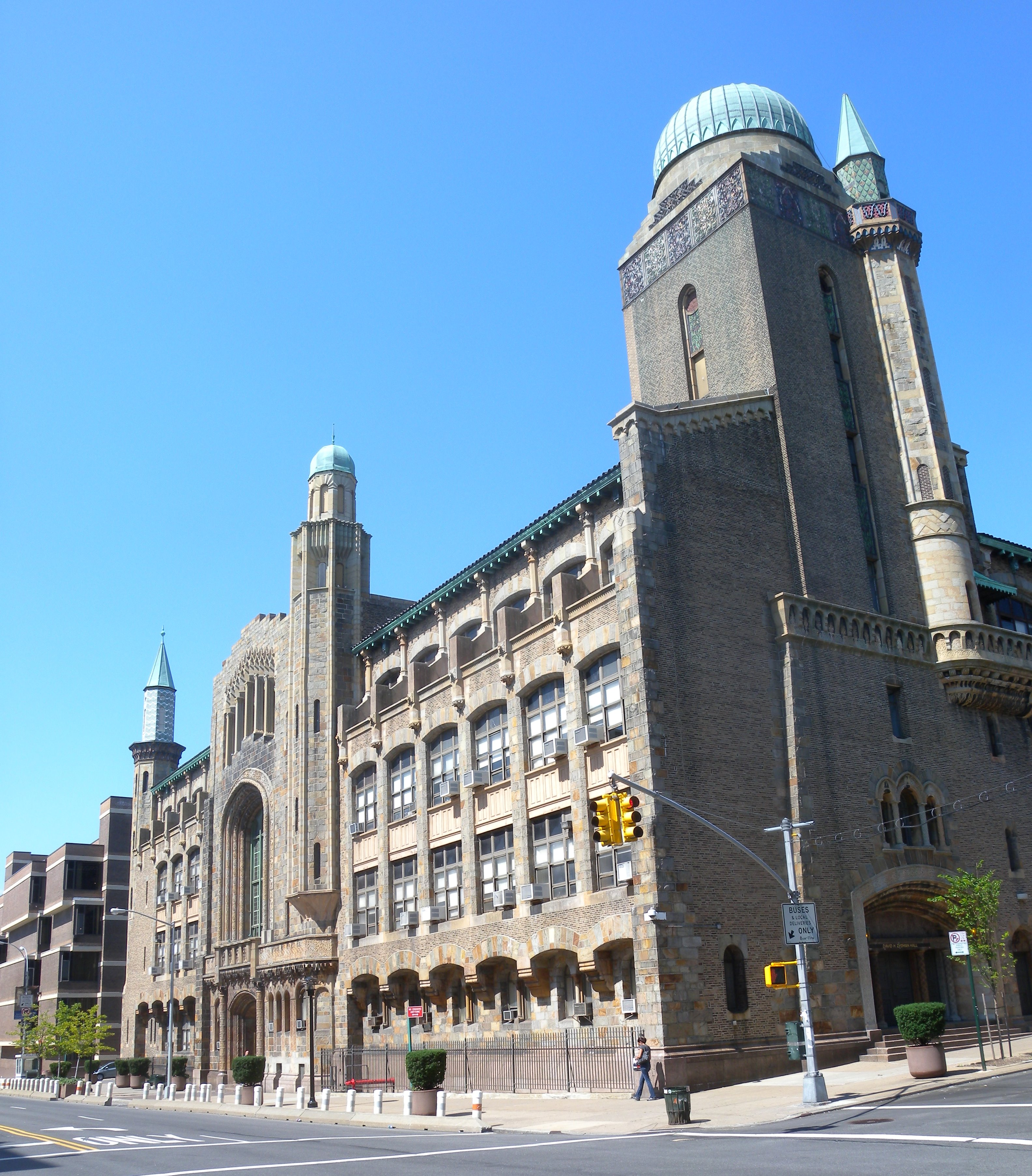
Zysman Hall

Die Yeshiva University (kurz YU) ist eine private jüdische Universität in New York City im US-Bundesstaat New York. Die Hochschule wurde 1886 als Jeschiwa gegründet. 2011 hatte sie nach dem Times Higher Education Ranking den 68. Platz in der Liste der besten Universitäten der Welt. Zu den ehemaligen Leitern der Universität gehört „The Rav“ Joseph Ber Soloveitchik.

## Fakultäten

### Undergraduate Education Programs (Bachelorstudiengänge)
- Judaistik
- Wirtschaftswissenschaften (Sy Syms School of Business)
- Yeshiva College (Undergraduate)
- Stern College for Women (Undergraduate)
- S. Daniel Abraham Israel Program

### Post-graduate Education Programs (Magisterstudiengänge)
- Jüdische Pädagogik und Verwaltung (Azrieli Graduate School of Jewish Education and Administration)
- Judaistik (Bernard Revel Graduate School of Jewish Studies)
- Medizin (Albert Einstein College of Medicine)
- Psychologie (Ferkauf Graduate School of Psychology)
- Rechtswissenschaften (Benjamin N. Cardozo School of Law)
- Sozialarbeit (Wurzweiler School of Social Work)
- Sue Golding Graduate Division

## Statistik
Im Herbst 2020 waren 5.524 Studierende an der YU eingeschrieben. Davon strebten 2.840 (51,4 %) ihren ersten Studienabschluss an, sie waren also Undergraduates. Von diesen waren 46 % weiblich und 54 % männlich; 0 % bezeichneten sich als asiatisch, 0 % als schwarz/afroamerikanisch, 0 % als Hispanic/Latino, 73 % als weiß und weitere 6 % kamen aus dem Ausland. 2.684 (48,6 %) arbeiteten auf einen weiteren Abschluss hin, sie waren Graduates. Es lehrten 744 Dozenten an der Universität, davon 356 in Vollzeit und 388 in Teilzeit.
2006 waren 5.994 Studierende eingeschrieben, 2017 waren es 6.170.
Der Wert des Stiftungsvermögens der YU lag 2021 bei etwa 760,2 Mio. US-Dollar und damit 23,6 % höher als im Jahr 2020, in dem es 615,1 Mio. US-Dollar betragen hatte.

## Campus
Der Hauptcampus der Universität, der Wilf-Campus, befindet sich in Washington Heights, im Norden Manhattans. 1928 gab es Pläne für eine großzügige Erweiterung im orientalischen Stil einschließlich etlicher Gärten. Durch die Weltwirtschaftskrise 1929 wurde dieses Vorhaben jedoch zunichtegemacht. Später konnte die Universität durch den Zukauf benachbarter Gebäude erweitert werden. Einrichtungen der Universität befinden sich heute in Manhattan (Washington Heights, Murray Hill, Greenwich Village), der Bronx, Queens und in Israel.

## Sport
Die Sportteams der Universität sind die Maccabees. Die Hochschule ist Mitglied in der Skyline Conference.

## Schließung aller Studentengruppen
Um eine LGBT-Studentengruppe nicht erlauben zu müssen, hat die Universität im September 2022 beschlossen, alle Studentengruppen bis auf weiteres zu schließen.

## Persönlichkeiten
Professoren siehe Kategorie:Hochschullehrer (Yeshiva University)
- Joseph Dunner (1908–1978), Politikwissenschaftler, ab 1964 Professor an der YU
- Paul Greengard (1925–2019), Biochemiker, Pharmakologe und Neurobiologe, Nobelpreis Medizin/Physiologie 2000
- Ruth Kisch-Arndt (1898–1975), Musikerin
- Oliver Sacks (1933–2015), Neurologe, Dozent bzw. Professor an der YU 1966 bis 2007
- Berta Scharrer (1906–1995), Neurowissenschaftlerin, ab 1955 Professorin an der YU
- Herman Wouk (1915–2019), Autor
- Rosalyn Yalow (1921–2011), Nuklearmedizinerin, Professorin, Nobelpreis Medizin 1977

Absolventen
- Howard Dean – Politiker (Demokraten)
- Baruch Goldstein – Offizier der israelischen Armee, Attentäter
- Chaim Potok – Autor
- Josh Saviano – Schauspieler